# 神奈川県立外語短期大学
神奈川県立外語短期大学（かながわけんりつがいごたんきだいがく、英語: Kanagawa Prefectural College of Foreign Studies）は、神奈川県横浜市磯子区岡村4-15-1に本部を置いていた日本の公立大学である。1968年に設置され、2011年に廃止された。大学の略称は地元では外語短大と呼ばれていた。

## 概観

### 大学全体
- 神奈川県立外語短期大学は、国際貿易の拠点としての性格を持つ県の特性を活かし、国際経済社会の舞台で活躍しうる人材を育成するには外国語教育に力を入れることが必要であることから[1]、神奈川県により1968年に開学した[2]。
- 英語科のみの単科短大で、男女共学だが、男子学生はごく僅かであった。2007年度以降は、学生募集を停止し、閉学したのち新たに「神奈川県立国際言語文化研究研修センター」として再編される予定であったが、予定の変更により2009年（平成21年）度まで学生募集を行い[注釈 1]、閉学は2011年（平成23年）度末まで延期された[5]。
- 2011年4月に神奈川県立外語短期大学は閉学し、後継の教育機関として神奈川県立国際言語文化アカデミアが栄区小菅ケ谷に開設された。なお国際言語文化アカデミアも2021年3月31日に廃止された。

### 教育および研究
- 神奈川県立外語短期大学は、全国でも少数の公立外国語短大であり、実践的な英語教育を中心とした教育が行なわれていた。1990年頃には、日本全国の短大において、70を超える最も高い偏差値を維持しており、高い教育水準を誇っていた。英語の他には、中国語・スペイン語・フランス語のいずれかを選択することになっていた。カナダでの語学研修も実施されていた[6]。

### 学風および特色
- 1クラス20人程度の少人数編成であった[6]。

## 沿革
- 1967年
  - 9月18日 神奈川県立外語短期大学条例に関する書類が提出される[7]。
- 1968年 -
  - 2月3日 左記を以て文部省[注 1]より短期大学の設置が認可される[8]。
  - 4月1日 左記を以て神奈川県立外語短期大学が以下の学科体制にて開学。
    - 英語科[注 3]。
- 1990年
  - 4月1日 左記を以て入学定員80→100名へ変更する[注 4][11][12]。
- 2000年 - 社会人入試が導入される。
- 2009年 - 学生募集を最後とする[注釈 1]。
- 2011年 - 閉学。

## 基礎データ

### 所在地
- キャンパスは、神奈川県横浜市磯子区岡村4-15-1にあった[13]。

### 象徴
- カレッジマークは空を飛ぶ鳥をモチーフとし、その中央に縦書きで「外大」と記されたものであった[6]。

## 教育および研究

### 組織

#### 学科
- 英語科

#### 専攻科
- なし

#### 別科
- なし

#### 取得資格について
- 中学校教諭二種免許状（英語）が取得できる課程があった。2007年3月卒業生のうち25人が取得している[6]。教育職員として活躍中の卒業生も少なからずいる。開学した1968年より設置されている[14]

#### 附属機関
- 学内にあった図書館は、関係者の他、神奈川県内に在住・在勤または大学・短大通学する18歳以上の者が利用できるようになっていた。蔵書数は、和書・洋書を含めておよそ44,000冊であった[6]。

## 学生生活

### 部活動・クラブ活動・サークル活動
神奈川県立外語短期大学のクラブ活動には、ESS・茶道・着付・軽音楽・日本舞踊・ダンス・テニスなどがあった。

### 学園祭
- 学園祭は「石段[注 5]祭」と呼ばれ、毎年概ね11月中旬に行なわれていた。2006年におけるテーマは「松竹梅」となっていた[6]

## 大学関係者と組織

### 大学関係者組織
- 神奈川県立外語短期大学の同窓会として「きざはし会」と呼ばれるものがある[6]。

### 大学関係者一覧
歴代学長
- 木村正俊
- 川村恒明 - 元文化庁長官

## 施設

### キャンパス

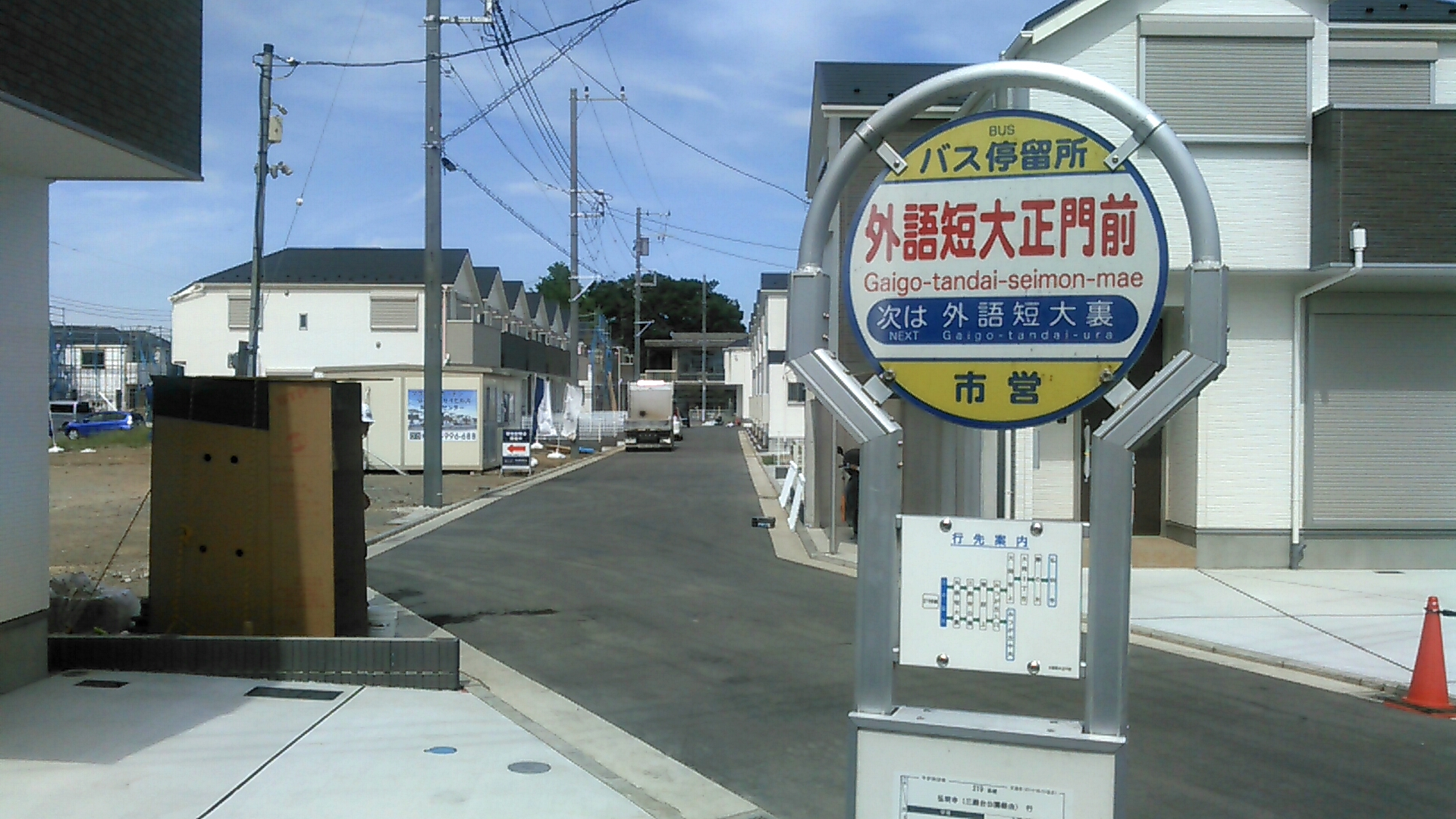
校舎は取り壊されて、住宅地となっている

交通アクセス：京急及び横浜市営地下鉄弘明寺駅が最寄駅であった。同駅から横浜市営バス219系統を利用して｢外語短大正門前｣バス停留所で下車するのが最も便利であった。同駅から徒歩利用の場合は、15分程度はかかる道程となっていた。

### 学生食堂
- 学内にあった[6]。

### 他大学との協定
- 1994年よりカナダのカモスンカレッジでの語学研修を行っていた。2004年には相互交流推進に関する協定を締結していた[6]。

### 関係校
- 神奈川県立衛生短期大学
- 神奈川県立栄養短期大学

## 社会との関わり
- 2004年2月には国連大学高等研究所との教育交流に合意し、かつ同研究所スタッフによる地球環境問題や産業開発に関する特別講演会を実施していた[6]。

## 編入学・進学実績
これまでに編入学した実績のある大学として、筑波大学・埼玉大学・東京外国語大学・横浜国立大学・富山大学・広島大学・都留文科大学・愛知県立大学・神戸市外国語大学・青山学院大学・杏林大学・上智大学・拓殖大学・玉川大学・中央大学・津田塾大学・東京経済大学・東京女子大学・日本社会事業大学・日本女子大学・文教大学・法政大学・明治学院大学・早稲田大学・神奈川大学・恵泉女学園大学・東洋英和女学院大学・同志社大学・立命館大学・関西学院大学などがある。

## 附属学校
- 神奈川県立外語短期大学付属高等学校（外語短大閉学に先立ち、2008年の統廃合により神奈川県立横浜国際高等学校に改組）